# Enzo Kalinski
Enzo Maximiliano Kalinski (Santiago del Estero, Província de Santiago del Estero, Argentina, 10 de março de 1987) é um futebolista argentino que atua como meio-campista e atualmente joga pelo Argentinos Juniors da Primeira Divisão da Argentina.

## Carreira

### Início
Kalinski começou a jogar futebol no Club Atlético Güemese depois foi para o Central Córdoba aos 10 anos. No Central Córdoba ganhou o Campeonato "El Ferrito". Horacio Bianchini viu em Santiago del Estero e propôs tentar em Quilmes. Ele se tornou parte da equipe da 7ª divisão. Seu primeiro jogo na 7ª foi contra o Vélez Sarsfield.

Por um tempo, aos 14 anos, ele pensou em deixar o futebol e dedicar-se ao basquete, mas rapidamente decidiu o futebol.

### Quilmes
Com Osvaldo "Chiche" Sosa como treinador, ele começou a alternar com a equipe profissional aos 18 anos. Estreou no grupo principal do Quilmes com Alberto Fanesi como técnico jogando contra Nueva Chicago em 4 de março de 2007, o encontro terminaria 1-0 para os comandados de Fanesi. Naquela época, ele iria jogar 5 jogos e ser rebaixado com o clube do sul de Buenos Aires.

Ele conseguiu a promoção para a Primeira Divisão com Quilmes, que foi vice-campeão do Olimpo na temporada 2009/2010, após 3 anos na B Nacional. Durante o primeiro semestre da temporada 2010/2011, ele jogou alguns minutos devido ao grande número de adições que Quilmes fez para jogar na Primeira Divisão. Por outro lado, no Torneio Clausura 2011, ele é confirmado como iniciante após a chegada de Ricardo Caruso Lombardi, sendo um dos mais destacados da equipe.

Apesar de ter feito um grande final de torneio, não conseguiu evitar uma nova descida para a Primera B Nacional. Nessa temporada, Kalinski, jogou um total de 30 jogos e marcou seu primeiro gol, foi contra a Gimnasia La Plata em 7 de maio de 2011.

### San Lorenzo de Almagro
Durante a pré-temporada 2011/12, ele é contratado por San Lorenzo, clube que o jogador confessou querer defender desde a infância.

Em sua primeira temporada com o clube de Boedo, ele jogou 32 jogos e marcou dois gols, o primeiro foi contra o Vélez Sarsfield em 22 de setembro de 2011, além de ser o primeiro gol com o clubee o segundo gol foi contra o Club Olimpo em 4 de novembro de 2011.Na mesma partida recebeu um cartão vermelho.

Além de ter jogado as duas partidas do playoff contra o rebaixamento em 2012 contra o Instituto de Córdoba com um resultado agregado de 3-1 para San Lorenzo, esse resultado continuou sendo o "ciclone" na Primeira Divisão.

Em sua segunda temporada, foi uma peça importante para o retorno do clube por ter jogado em 31 partidas.

Em 2013, ele venceu o Torneio Inicial de 2013, tendo boas performances e jogando 11 partidas, começando em 9 jogos e entrando nos dois restantes.Em 2014, o San Lorenzo é campeão da Copa Libertadores, Enzo participou de 5 partidas.

### Universidad Católica
Em 29 de junho de 2016, sua chegada à Universidad Católica é confirmada, na qual ele terá a oportunidade de jogar o Torneio Apertura 2016, a Supercopa do Chile, a Copa Sul-Americana de 2016 e a Copa Libertadores de 2017.

Ele estreou em 30 de julho pela Apertura de 2016, marcando um gol contra o Cobresal, quando a primeira metade do campeonato terminou.

### Club Tijuana
Em 22 de junho de 2017, os Xolos de Tijuana anunciam a contratação do meio-campista argentino com o qual terão de jogar o Torneio Apertura 2017 do México, Copa MX Apertura 2017 e Liga dos Campeões da CONCACAF.

### Club Atlético Banfield
Em 25 de janeiro de 2018, foi confirmado que o jogador será um novo jogador do Banfield, ele chega por um empréstimo por 18 meses. Será dirigido por Julio Falcioni.Estreou oficialmente na primeira etapa da segunda fase da Copa Libertadores da América de 2018, que Banfield jogou contra o Independiente del Valle.

## Lista de troféus

### San Lorenzo de Almagro
- Campeonato Argentino de Futebol: 2013
- Copa Libertadores da América: 2014
- Supercopa Argentina: 2015

### Universidad Católica
- Supercopa do Chile: 2016
- Campeonato Chileno de Futebol: 2016